# هیگاشی‌مورایاما، توکیو

نقشهٔ هیگاشیمورایاما واقع در ناحیهٔ تامای توکیو

منطقه هیگاشیمورایاما (به ژاپنی: 東村山市 Higashimurayama) به یکی از بخش‌های منطقه تامای توکیو، پایتخت ژاپن گفته می‌شود. مساحت آن ۱۷٬۱۷ کیلومتر مربع است.